# 柳川薫
柳川 薫（やながわ かおる、1967年12月1日 - ）は、元中部日本放送のアナウンサー。愛知県豊橋市出身。早稲田大学卒業。血液型B型。

## 来歴
大学卒業後、1990年に中部日本放送に入社。同期に同局アナウンサーの伊藤敦基と元同局アナウンサーの河野夏紀がいる。1999年3月に中部日本放送を退社。

## 過去の担当番組

### テレビ番組
- CBCニュースワイド（サブキャスター）
- ミックスパイください（リポーター）
- 興味のルツボ 〜ウィークエンドDADADA〜（司会）
- ザ・フレッシュ!
- 走れ!スクーパーズ（リポーター）
- 興味の生ルツボ（司会）
- 名古屋発!新そこが知りたい（ナレーター）

### ラジオ番組
- 0時半です松坂屋ですカトレヤミュージックです
- メディアキング電波ファイター（土曜担当）